# Isla de los Negritos
La isla de los Negritos es una isla de Costa Rica, parte del archipiélago ubicado en el golfo de Nicoya. Se encuentra ubicada 16 km al sur de la ciudad de Puntarenas. Posee una superficie territorial de 140 ha y una altitud máxima de 100 m s. n. m. Su clima es cálido y soleado la mayoría del año, con una estación lluviosa entre mayo y noviembre. Negritos está constituida por dos pequeñas islas, separadas por un estrecho canal. Administrativamente, pertenece al cantón de Puntarenas.
Su formación geológica está constituida por basaltos, y ambas islas están cubiertas por un bosque semicaduco. Cerca de las rocas, se observan parches de piñuelas y coyol. Entre las especies de flora característica de la zona, están el grumbo, el pochote, el frangipani, el madroño y el indio desnudo.
Negritos está dedicada a la conservación natural como parte del área de conservación Tempisque. Este conjunto de islas sirven como lugares de hábitat y reproducción de abundantes poblaciones de aves marinas, como fregatas, gaviotas y loros. La isla de los Negritos es sitio de anidación de pelícanos pardos y del loro de nuca amarilla, considerado emblemático de la isla. 
Las aguas que rodean las islas son ricas en peces como el pargo rojo del Pacífico, el pargo rosa manchado, el pargo amarillo, verdeles y atún. En las islas se pueden observar algunos mamíferos como el mapache y el mono araña, y en las costas hay poblaciones de delfines, crustáceos como el cangrejo ermitaño, moluscos y ostras.
Las islas no cuentan con poblaciones permanentes, instalaciones o senderos. Para visitarlas es necesario un permiso extendido por el Área de Conservación Tempisque, que administra la reserva, y tomar una lancha desde el puerto de Puntarenas. El nombre de la isla surge de una leyenda local que dice que en el año 1897 fueron hallados en la isla dos esclavos africanos que habían escapado de un buque pirata durante una tempestad.